# Ukrainian Week
«Ukrainian Week» (International Monthly Edition)  — щомісячне видання, яке публікується  англійською мовою та виходить друком на початку кожного місяця. Видається з січня 2010 року. Основні теми: політика, економіка, події в світі, бізнес, культура, мистецтво.  Журнал публікує інтерв'ю з видатними особистостями як України, так і Світу, а також аналітику та погляди на конкретні події з проукраїнської точки зору. 
Поширюється в аеропортах, літаках, готелях, ресторанах, в мережі книгарні «Є». Наклад: 15,000 екземплярів. У PDF форматі з січня 2011 року.